# Нитрия
Нитрия (наричана още Планината на Нитрия или Петуу Мпихосм в гръцки и латински източници) се превръща в едно от най-ранните християнски монашески средища в Египет, разположено в Нитрийската пустиня. Тя става първият от трите основни центъра на християнския монашески живот в Долен Египет, наред с Келия и Скитис.

## Създаване
Около 325–330 г. Амун от Нитрия основава Нитрия, която бързо привлича хиляди монаси през остатъка от IV век. До 390 г. тя се развива от разпръсната общност от отшелници в организирано селище с множество киновиални манастири, а сред жителите ѝ се появяват банкери, търговци и продавачи. Йероним Блажени, който посещава Нитрия през 386 г., отбелязва, че там живеят над пет хиляди монаси. Паладий от Галатия, който пребивава там през 390 г., прави подобна оценка в своята Лавсаична история.
Християнски поклонници от близкия град Александрия започват масово да посещават Нитрия, а монасите се грижат за техните нужди. В същото време някои монаси търсят по-отдалечени места, далеч от туристи и търговци, и около 338 г. основават нов манастирски център в Келия.
През V и VI век монашеското население в Нитрия започва да намалява, а към средата на VII век мястото е напълно изоставено. Нитрия не бива да се бърка с манастирите във Вади Ел-Натрун (познати още като Скитис), които съществуват и до днес.

## Наименование
Нитрия получава името си от близко разположен град, който носи наименованието си от естествените находища на натрон – сол, използвана от древните египтяни за балсамиране на мумии. Думата „натрон“ в английски и немски език първоначално се появява като френски заемка, произлизаща от испанското „natrón“, което преминава през латинското „natrium“ и гръцкото „nitron“ (νίτρον). Коренът на тази дума се свързва с древноегипетския термин „nṯrj“.
Натронът дава името си и на Вади Ел-Натрун (на английски: Natron Valley) в Египет, където коптите и древните египтяни добиват тази сол. Освен за балсамиране, натронът се използва и за изпиране на дрехи, което поражда символиката, че Нитрия е мястото, където човешките грехове се „изпират“.
Въпреки че често е наричана „Планината на Нитрия“, теренът на Нитрия не се отличава с особени географски възвишения спрямо околността. Вероятно това название се свързва с евангелския стих от Матей 5:14, в който Исус описва своите последователи като „град, който стои на хълм“.

## Местоположение
Древното селище Нитрия е локализирано от археолога Хю Евелин-Уайт (1884–1924) някъде между 1917 и 1922 г. То се намира на около 13,7 километра югозападно от Даманхур, близо до селото Ал Барнуджи, на 19,3 километра от Келия и приблизително 50 километра южно от Александрия. Координатите на Нитрия са 30.928651°N, 30.385628°E.